# 최우식 (법조인)
최우식(崔羽植, 1957년~)은 제41대 대구고등법원장을 역임한 법조인이다.

## 생애
경상북도 경주시에서 태어났다. 경북고등학교와 서울대학교 법과대학을 졸업했다. 1979년 제21회 사법시험 합격해 사법연수원 11기를 수료하고 1984년에 육군 법무관을 전역한 1984년 9월 대구지방법원 판사에 임용되었다.
2006년 8월 대구고등법원 부장판사, 2008년 2월 대구고등법원 수석 부장판사로서 재판장을 하다가 2010년에 법원장으로 승진하여 울산지방법원 대구지방법원에서 법원장을 하였으며 2012년 2월에 재판장으로 복귀하여 대구고등법원에서 부장판사를 하였다. 대법원이 2012년 1월에 마련한 법원장 제도개선안에 따른 현직 법원장이 재판부로 복귀하는 첫번째 법관이다.
울산지방법원장으로 재직할 때 법원 직원들과 함께 천안함 성금 248만원을 모금해 울산사회복지공동모금회에 전달했던 최우식은 2013년 2월에 임명된 제41대 대구고등법원장을 2년동안 역임하고 2015년 2월에 사퇴하여 법무법인 세영 등에서 변호사로 활동하고 있다.